# Papowo Biskupie
Papowo Biskupie (deutsch Bischöflich Papau, 1942–1945 Kulmischpfaffendorf) ist ein Dorf im Powiat Chełmiński der Woiwodschaft Kujawien-Pommern, Polen. Es ist Sitz der gleichnamigen Landgemeinde mit etwa 4400 Einwohnern.

## Geographie
Papowo Biskupie liegt 26 km nördlich von Toruń am Ostufer des Jezioro Papowskie.

## Geschichte
Die erste Erwähnung des Dorfes erfolgte am 5. August 1222 als Papouo. Spätere Bezeichnungen waren auch  Papowe (1284), Popov (1326), Papav und Papaya (1327) und Pfaffendorf (1554). Im Jahre 1647 existierte eine Schule mit einem Lehrer.
Von 1975 bis 1998 gehörte das Dorf zur Woiwodschaft Toruń.

## Gemeinde

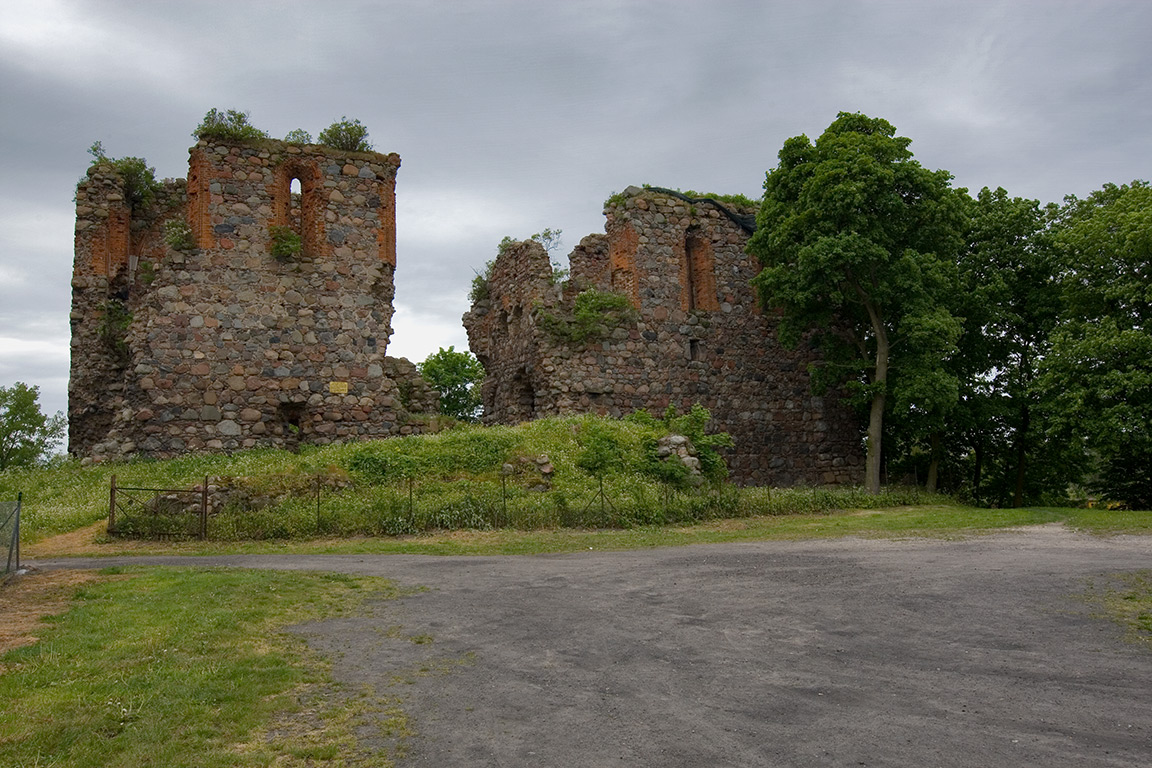
Ruine der ehemaligen Burg

Zur Landgemeinde (gmina wiejska) Papowo Biskupie gehören acht Dörfer mit Schulzenämtern.

## Sehenswertes
- Die gotische Kirche wurde im Jahr 2005 (Glockenturm), 2007 (Elektronik) und 2008–2009 (Orgel) renoviert.
- Ruinen der Burg Bischöflich Papau

## Persönlichkeiten
- Irena Santor (* 1934), Sängerin.